# Solenopotes tarandi
Solenopotes tarandi – gatunek wszy należący do rodziny Linognathidae, pasożytujący na reniferze (Rangifer tarandus). Powoduje chorobę wszawicę. 
Są silnie spłaszczona grzbietowo-brzusznie. Samica składa  jaja zwane gnidami, które są mocowane specjalnym "cementem" u nasady włosa. Rozwój osobniczy trwa po wykluciu się z jaja około 14 dni.
Pasożytuje na skórze owłosionej głównie na powłokach brzusznych, głowie, szyi i okolicach nasady ogona. W przypadku silnego opadnięcia może występować na całym ciele. Występuje na terenie Arktyki i na północy regionu holoarktycznego.